# Schwerer Panzerspähwagen

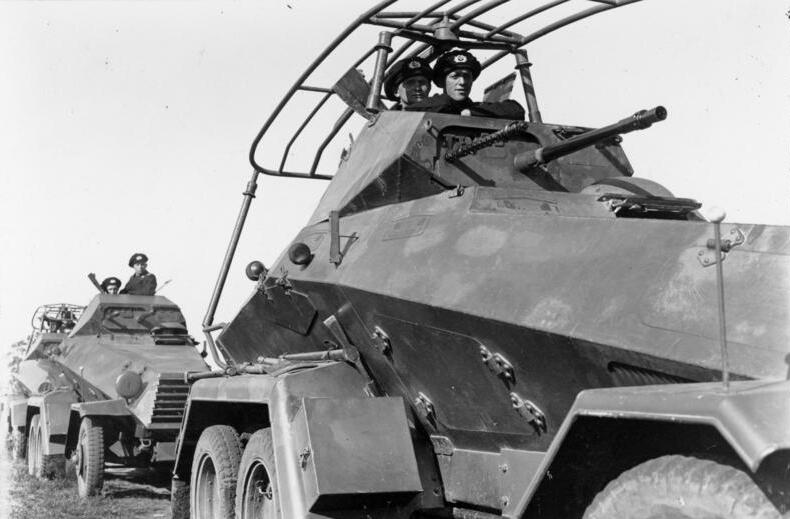
Kolumna wozów 6-kołowych, rok 1935

Schwerer Panzerspähwagen – seria 6- i 8-kołowych opancerzonych pojazdów rozpoznawczych, powstałych w latach 30. i 40. XX wieku w Niemczech.

## Modele
- Schwerer Panzerspähwagen (6-Rad) (lata produkcji 1932–1936).
- Schwerer Panzerspähwagen (8-Rad) (lata produkcji 1936–1945), w tym seria Sd.Kfz.234.